# Oligolepis acutipennis
Oligolepis acutipennis är en fiskart som först beskrevs av Valenciennes, 1837.  Oligolepis acutipennis ingår i släktet Oligolepis och familjen smörbultsfiskar. IUCN kategoriserar arten globalt som otillräckligt studerad. Inga underarter finns listade i Catalogue of Life.